# Milauna Jackson
Pour les articles homonymes, voir Jackson.
Milauna Jackson est une actrice américaine, née à Chicago, dans l'Illinois.
Elle est principalement connue à la télévision, notamment pour avoir joué dans des séries télévisées telles que Strike Back (2013-2015), Aquarius (2015-2016) et Murder (2016-2017).

## Biographie

### Jeunesse et formation
Originaire de Chicago, Milauna Jemai Jackson a été élevée dans le quartier de South Side par sa mère célibataire. Elle a également vécu un temps chez ses grands-parents avant de s'inscrire au programme des arts de la scène à la Marie Sklodowska Curie Metropolitan High School. Dès son plus jeune âge, elle se produit dans des spectacles d'église et de théâtre communautaire.

### Carrière
Après des débuts discrets, notamment marqués par des apparitions dans des séries télévisées comme Cold Case : Affaires classées, FBI : Portés disparus, Dexter, NCIS : Enquêtes spéciales et d'autres, Milauna Jackson se fait connaître en jouant le rôle de Kim Martinez dans la série d'action britannique Strike Back, entre 2013 et 2015. Elle fait partie de la distribution régulière des saisons 4 et 5. Elle enchaîne avec un autre rôle récurrent dans la série dramatique Aquarius menée par David Duchovny.
Entre 2016 et 2017, elle rejoint la distribution de la série produite par Shonda Rhimes, Murder afin d'interpréter une rivale de Viola Davis. Un rôle qui lui offre une exposition médiatique.
En 2018, elle joue un rôle de guest-star dans la série policière Chicago Police Department. Puis, elle apparaît dans une autre série du même acabit, FBI, avant de décrocher un rôle régulier dans la saison 4 d'Animal Kingdom.
En 2019, elle joue dans American Skin, un drame réalisé par Nate Parker qui aborde le racisme et les violences policières. Cette production est présentée à la Mostra de Venise et remporte le prix du meilleur film. Puis, elle poursuit ses apparitions en tant que guest-star dans des séries comme Good Doctor.

## Filmographie

### Cinéma

#### Courts métrages
- 2006 : The Ties That Bind de Angela Elayne Gibbs : Lynne, jeune
- 2007 : Redemption Song de Cameron Fay : Eva
- 2008 : Grace Hereafter de Lashundra Bryson : Sophia Williams
- 2010 : The Ties That Bind de Rhyon Nicole Brown : Nicole

#### Longs métrages
- 2000 : Brat 2 de Alekseï Balabanov : rôle inconnu
- 2000 : One Week de Carl Seaton : Tasha
- 2001 : Save the Last Dance de Thomas Carter : Une danseuse de hip hop (non créditée)
- 2008 : Fix de Tao Ruspoli : une réceptionniste
- 2010 : Blood Done Sign My Name de Jeb Stuart : Willie Mae Marrow
- 2012 : C'mon Man de Kenny Young : Sparkle Smith
- 2019 : Adopt a Highway de Logan Marshall-Green : Détective Minardi
- 2019 : American Skin de Nate Parker : Tayana Jefferson
- 2024 : Messagères de guerre (The Six Triple Eight) de Tyler Perry

### Télévision

#### Séries télévisées
- 2004 : Cold Case : Affaires classées : Colette Ferguson en 1969 (1 épisode)
- 2006 : The Underground : figurante (1 épisode)
- 2006 : FBI : Portés disparus : Lucinda Biggs (1 épisode)
- 2006 : Dexter : Co-ed (1 épisode)
- 2008-2009 : Retour à Lincoln Heights : Cydelle Glass (saison 3 et 4 - 3 épisodes)
- 2010 : Flashforward : Susan (1 épisode)
- 2011 : NCIS : Enquêtes spéciales : Emma Park (1 épisode)
- 2011 : Rizzoli and Isles : Relita Washington (1 épisode)
- 2012 : Squad 85 : Wheels (rôle principal - 6 épisodes)
- 2013 - 2015 : Strike Back : Kim Martinez (rôle récurrent - 16 épisodes)
- 2015 - 2016 : Aquarius : Kristin Shafe (rôle récurrent - 16 épisodes)
- 2016 - 2017 : Murder : Rene Atwood (rôle récurrent, saison 3 - 10 épisodes)
- 2018 : Chicago PD : Laila Davis (1 épisode)
- 2019 : FBI : Gina Pratt (1 épisode)
- 2019 : Animal Kingdom : Pam (saison 4, 4 épisodes)
- 2020 : Good Doctor : Kerry Gaston (1 épisode)

#### Téléfilm
- 2011 : Da Brick de Spike Lee : Lynette